# Andrzej Matul

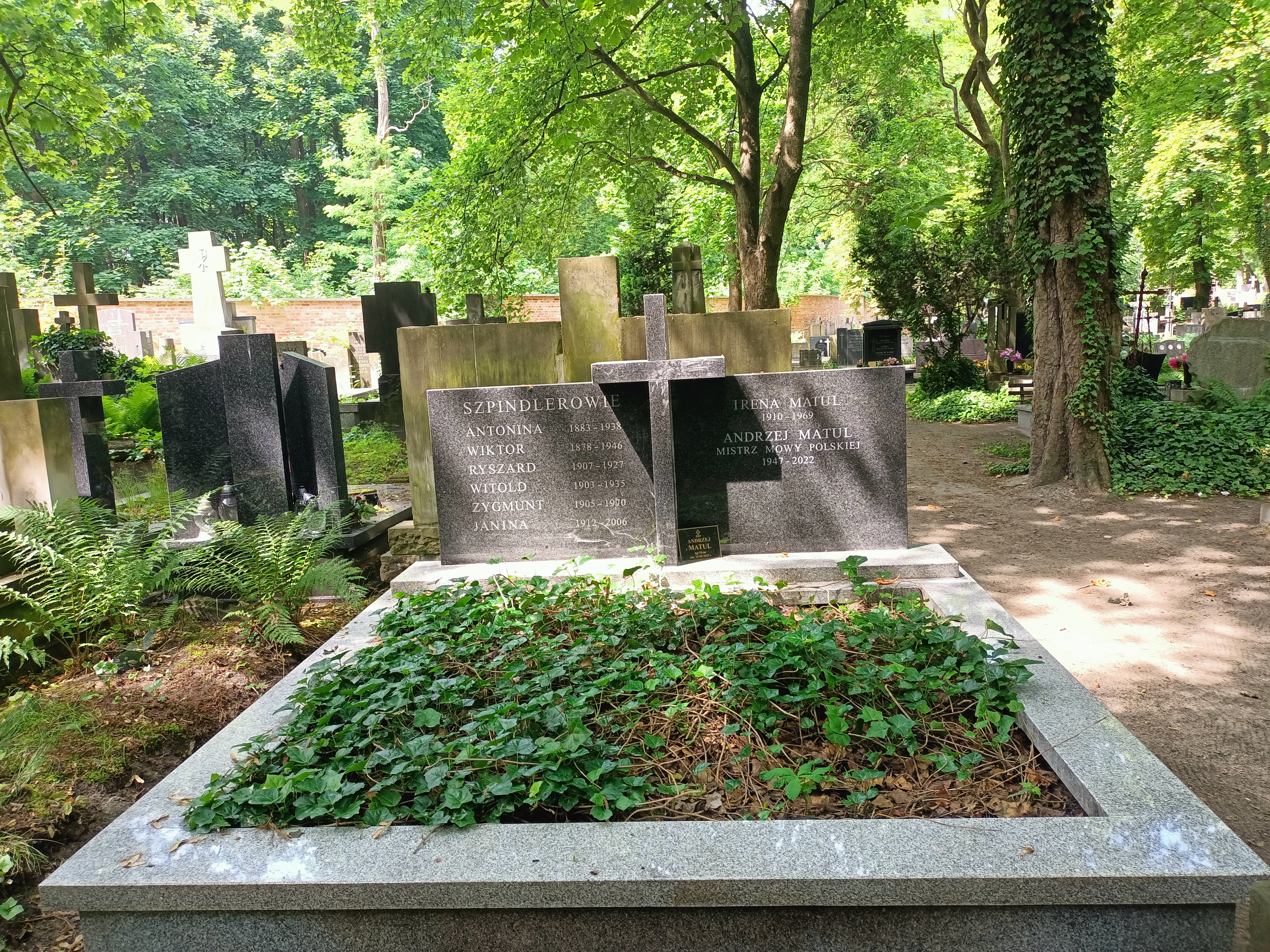
Nagrobek Andrzeja Matula na cmentarzu powązkowskim

Andrzej Matul (ur. 19 listopada 1947, zm. 15 grudnia 2022) – polski lektor i dziennikarz radiowy, pracujący w Programie I Polskiego Radia.

## Życiorys
Ukończył XXVI Liceum Ogólnokształcącego im. gen. Henryka Jankowskiego „Kuby” w Warszawie.
Prowadził takie audycje radiowe jak m.in.: „Lato z radiem”, „Sygnały dnia”, „Cztery pory roku”. Był lektorem m.in. w serialu M*A*S*H, Muppet show, Indiana Jones, Imię róży, Lista Schindlera, Iniemamocni, i Powrót do przyszłości. Został pochowany 27 grudnia 2022 na Cmentarzu Powązkowskim. 

## Filmografia

### Filmy
Był lektorem w następujących filmach:˛

- 1955 – Buntownik bez powodu
- 1963 – Ptaki
- 1963 – Wielka ucieczka
- 1968 – Tylko dla orłów
- 1968 – "Asterix i Kleopatra" (TVP)
- 1971 – Pakistan
- 1976 –  "Dwanaście prac Asteriksa" (TVP)
- 1977 – Gwiezdne wojny: część IV – Nowa nadzieja
- 1982 – Coś
- 1984 – Warszawa
- 1984 – Indiana Jones (TVP)
- 1984 – Exodus
- 1985 – Powrót do przyszłości (TVP)
- 1986 – Odczyt, czyli jak zostałem literatem
- 1986 – Imię Róży
- 1986 – Ocalałe w pamięci
- 1987 – Droga mogiłami znaczona
- 1987 – Wielka ucieczka Misia Yogi
- 1988 – Kaczor Daffy: Pogromcy strachów
- 1988 – Kogel-mogel
- 1988 – Jutro jedziemy na basen
- 1989 – Powrót do przyszłości II (TVP)
- 1990 – Powrót do przyszłości III (TVP)
- 1990 – Classic Looney Tunes Cartoons!
- 1991 – Siermiężna muza – wokół teatru
- 1991 – Teatr w 1977
- 1993 – Żołnierze bez imperium
- 1993 – Lista Schindlera (TVP)
- 1994 – Głupi i Głupszy (TVN)
- 1994 – Flintstonowie (TVP)
- 1998 – Godzilla (Polsat)
- 1998 – Mrówka Z
- 1998 – Armageddon (TVP)
- 1999 – Polskie odcienie
- 1999 – Miasteczko South Park
- 2001 – O dwóch takich, co uciekli...
- 2001 – But Manitou
- 2002 – Atomówki - film (TVN)
- 2002 – Pianista (TVP)
- 2003 – Wzgórze nadziei
- 2004 – Iniemamocni
- 2004 – Skarb narodów (TVP)
- 2005 – Madagaskar
- 2007 – Ratatuj

#### Filmy animowane
- Black Beauty (VHS)
- Ostatni Mohikanin (VHS)
- Trzej muszkieterowie (VHS)
- Asterix i Kleopatra

### Seriale
Seriale fabularne
- Nash Bridges (TVP)
- Przyjaciele (TVN7) - kilka pierwszych sezonów

#### Seriale animowane
- Birdman i Trio z galaktyki (VHS)
- Gończe koty (VHS)
- Kacper i przyjaciele (VHS, TVP1)
- Kartoflaczki (VHS)
- Świetliki (VHS)
- Przygody Aliasa (VHS)
- Mcgee i Ja (VHS)

## Odznaczenia, nagrody i wyróżnienia
- Krzyż Kawalerski Orderu Odrodzenia Polski (1998)[5]
- Laureat tytułu Mistrza Mowy Polskiej w VII edycji plebiscytu[6]. Wcześniej nominowany do tego tytułu w IV[7] i V[8] edycji.
- Odznaczony Złotym Mikrofonem i Chryzostomem[3]